# Il Volo
Il Volo (с итал. — «Полёт») — итальянское поп-трио, состоящее из двух теноров и баритона. Победители 65-го фестиваля песни в Сан-Ремо. Представляли Италию на песенном конкурсе Евровидение-2015, который прошёл в столице Австрии Вене 23 мая 2015 года. Группа заняла на конкурсе 3 место, набрав сумму в 292 балла.

## История группы

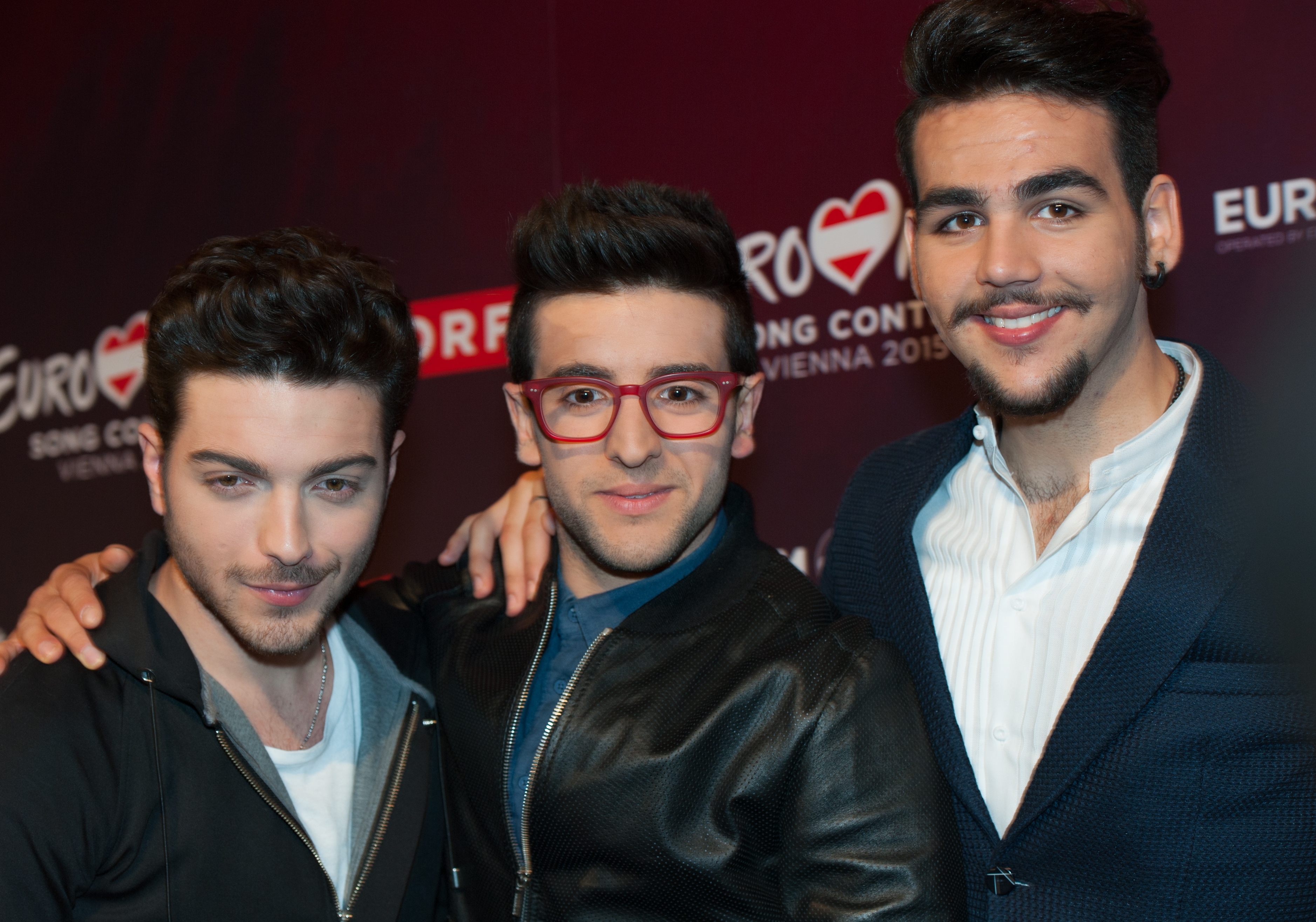
Евровидение 2015

В 2009 году Пьеро Бароне, Иньяцио Боскетто и Джанлука Джинобле участвовали в телевизионном конкурсе молодых исполнителей Ti lascio una canzone, проходившем в эфире телеканала Rai1. В первых эпизодах они исполняли песни сольно. Так, Джанлука Джинобле исполнил песню «Il mare calmo della sera», (в оригинале исполняемую Андреа Бочелли) и выиграл первый эпизод шоу, а позже занял первое место и в финале, состоявшемся 2 мая 2009 года. Директору и создателю шоу, Роберто Ченчи пришла идея поставить Пьеро, Иньяцио и Джанлуку в группу и создать трио, похожее на «Трех теноров» (Пласидо Доминго, Хосе Каррерас и Лучано Паваротти). В четвертом эпизоде шоу они выступили вместе в первый раз, исполнив неаполитанскую классическую песню «O sole mio».
Тогда их заметил находившийся в то время в Лос-Анджелесе итальянский певец, автор песен и музыкальный продюсер Тони Ренис. Он решил позвонить Ченчи, чтобы организовать встречу с ребятами. Поскольку исполнителям тогда ещё не исполнилось 18 лет, Ченчи разговаривал с их семьями. Благодаря Ренису и его адвокатам, Il Volo стали первыми итальянскими исполнителями, подписавшими контракт с американским лэйблом звукозаписи. Тогда же их менеджером стал продюсер Микеле Торпедине.
Группа была первоначально названа «The Tryo». Под этим именем в 2010 году она приняла участие в записи благотворительного сингла «We are the world 25 for Haiti». В феврале того же года они исполнили песни «Granada» и «Un amore così grande»" для королевы Иордании Раньи во время 60-й музыкальный фестиваля в Сан-Ремо. В конце 2010 года их название было окончательно изменено на «Il Volo».
В 2010 вышел их дебютный альбом.
В 2014 году группа выступила в качестве специальных гостей на вечере мировых хитов музыкального фестиваля «Новая волна» в Юрмале.
В 2015 году представляли Италию на Евровидении 2015, где заняли 3 место, набрав 292 балла.
В 2016 году в рамках первого российского тура, организованного Crocus City Hall, Il Volo выступили в России: 7 июня в Санкт-Петербурге, 8 июня в Москве, 10 июня в Казани, 12 июня в Краснодаре.
5 июня 2021 года на арене Вероны состоялся концерт в честь итальянского композитора Эннио Морриконе. В ноябре 2021 года они выпустили трибьют-альбом, посвященный маэстро Морриконе, под названием Il Volo Sings Morricone.

## Состав
- Пье́ро Баро́не (итал. Piero Barone, род. 24 июня 1993 в Агридженто) — лирико-драматический тенор (спинто)
- Инья́цио Боске́тто (итал. Ignazio Boschetto, род. 4 октября 1994 в Болонье) — лирический тенор
- Джанлу́ка Джино́бле (итал. Gianluca Ginoble, род. 11 февраля 1995 в Атри) — баритон

## Дискография
См. статью «Il Volo discography» в английском разделе.
Студийные альбомы
- Il Volo[англ.] (2010)
- We Are Love[англ.] (2012)
- Buon Natale — The Christmas Album[англ.] (2013)
- L’amore Si Muove (2015)
- Notte magica (2016)
- Ámame (2018)
- Musica (2019)
- Il Volo Sings Morricone (2021)

## Награды
- См. «Il Volo § Awards and nominations» в английском разделе.